# Mount Dalrymple
Mount Dalrymple ist ein 3600 m hoher Berg im westantarktischen Ellsworthland. Er ragt zwischen dem Mount Alf und dem Mount Goldthwait im nördlichen Teil der Sentinel Range des Ellsworthgebirges auf.
Kartiert wurde er von der sogenannten Marie Byrd Land Traverse Party, einer Mannschaft vorwiegend zur Erkundung des Marie-Byrd-Lands zwischen 1957 und 1958. Das Advisory Committee on Antarctic Names benannte ihn 1960 nach dem US-amerikanischen Meteorologen Paul Clement Dalrymple (* 1923), der zur Besatzung der Station Little America V im antarktischen Winter 1957 und zu derjenigen der Amundsen-Scott-Südpolstation gehört hatte.